# Saturn Award für die beste Syndication-/Kabel-Fernsehserie
Folgende Serien haben den Saturn Award für die beste Syndication-/Kabel-Fernsehserie gewonnen:
| Jahr | Serie                                   | Weitere Nominierungen |
| ---- | --------------------------------------- | --- |
| 1997 | Outer Limits – Die unbekannte Dimension | Robin Hood Babylon 5 Highlander Poltergeist – Die unheimliche Macht Star Trek: Deep Space Nine                                                                             |
| 1998 | Outer Limits – Die unbekannte Dimension | Babylon 5 Mission Erde – Sie sind unter uns Star Trek: Deep Space Nine Stargate – Kommando SG-1 Xena – Die Kriegerprinzessin                                               |
| 1999 | Babylon 5                               | Outer Limits – Die unbekannte Dimension PSI Factor – Es geschieht jeden Tag Sliders – Das Tor in eine fremde Dimension Star Trek: Deep Space Nine Stargate – Kommando SG-1 |
| 2000 | Stargate – Kommando SG-1                | Amazonas – Gefangene des Dschungels Farscape G vs E Outer Limits – Die unbekannte Dimension Star Trek: Deep Space Nine                                                     |
| 2001 | Farscape                                | Andromeda Beastmaster – Herr der Wildnis Invisible Man – Der Unsichtbare Outer Limits – Die unbekannte Dimension Stargate – Kommando SG-1                                  |
| 2002 | Farscape                                | Andromeda The Chronicle Invisible Man – Der Unsichtbare Stargate – Kommando SG-1 Witchblade – Die Waffe der Götter                                                         |
| 2003 | Farscape                                | Andromeda Dead Zone Jeremiah – Krieger des Donners Mutant X Stargate – Kommando SG-1                                                                                       |
| 2004 | Stargate – Kommando SG-1                | Andromeda Carnivàle Dead Like Me – So gut wie tot Dead Zone Farscape |
| 2005 | Stargate – Kommando SG-1                | 4400 – Die Rückkehrer Dead Like Me – So gut wie tot Dead Zone Nip/Tuck – Schönheit hat ihren Preis Stargate Atlantis                                                       |
| 2006 | Battlestar Galactica                    | 4400 – Die Rückkehrer The Closer Nip/Tuck – Schönheit hat ihren Preis Stargate – Kommando SG-1 Stargate Atlantis                                                           |
| 2007 | Battlestar Galactica                    | The Closer Dexter Doctor Who Eureka – Die geheime Stadt Kyle XY Stargate – Kommando SG-1                                                                                   |
| 2008 | Dexter                                  | Die Zauberer vom Waverly Place Battlestar Galactica The Closer Kyle XY Saving Grace Stargate – Kommando SG-1                                                               |
| 2009 | Battlestar Galactica                    | Dexter Leverage Star Wars: The Clone Wars True Blood |
| 2010 | Breaking Bad                            | Battlestar Galactica Dexter Leverage The Closer True Blood |
| 2011 | Breaking Bad                            | The Closer Dexter Eureka – Die geheime Stadt Leverage Spartacus True Blood                                                                                                 |
| 2012 | Breaking Bad                            | American Horror Story: Murder House The Closer Dexter Leverage True Blood                                                                                                  |
| 2013 | The Walking Dead                        | American Horror Story: Asylum Dexter The Killing Leverage True Blood |
| 2014 | The Walking Dead                        | American Horror Story: Coven The Americans Continuum Dexter Haven |
| 2015 | The Walking Dead                        | 12 Monkeys American Horror Story: Freak Show Continuum Falling Skies Salem The Strain                                                                                      |